# Hrob
Hrob là một thị trấn thuộc huyện Teplice, vùng Ústecký, Cộng hòa Séc.